# قورباغه‌های راستین
قورباغه‌های راستین به قورباغه‌های عضو تیرهٔ Ranidae گفته می‌شود که دارای بیشترین گستردگی در میان همه تیره‌های این دوزیستان هستند. این قورباغه‌ها را می‌توان در بیشتر نقاط جهان، به استثنای جنوبگان یافت. آن‌ها در آمریکای شمالی، شمال آمریکای جنوبی، آفریقا، آسیا، اروپا، ماداگاسکار، و گینه نو زندگی می‌کنند.
تیره قورباغه‌های راستین دربرگیرندهٔ دو زیرخانواده، نزدیک ۳۵ سرده، و بیش از ۶۰۰ گونه است.